# Concilio di Milano (969)
Il concilio di Milano, celebrato nell'estate o autunno del 969, fu una riunione di vescovi e prelati della provincia ecclesiastica di Milano, presieduta dal metropolita Valperto nella basilica di Santa Tecla, alla presenza del messo imperiale Liutprando.

## Contesto
In seguito alle devastazioni e distruzioni operate dai Saraceni in molti luoghi d'Italia, diverse diocesi si spopolarono e s'impoverirono. La questione fu affrontata da un concilio romano, indetto da papa Giovanni XIII il 26 maggio 969, alla presenza dell'imperatore Ottone I. Di questo concilio rimangono solo 2 documenti: la bolla di nomina di Landolfo, come primo arcivescovo di Benevento, sede elevata al rango di metropolia; e la lettera di Giovanni XIII al metropolita Valperto di Milano, che invitava i vescovi della provincia ecclesiastica milanese a confermare in un concilio la decisione presa a Roma di unire la sede episcopale di Alba, devastata e in rovina, con quella di Asti. Le stesse sollecitazioni erano contenute in una lettera dell'imperatore al metropolita milanese.

## Svolgimento
Il concilio provinciale milanese si celebrò sul finire dell'estate o all'inizio dell'autunno successivo, alla presenza di Liutprando di Cremona, nella duplice veste di rappresentante di Ottone I e di delegato del papa.
Durante l'assise conciliare, furono lette le due lettere che Liutprando aveva portato da Roma. Nella sua lettera, Giovanni XIII racconta che era stato informato delle devastazioni e della miseria che le incursioni dei Saraceni di Frassineto avevano creato nella diocesi di Alba, a tal punto che lo stesso vescovo Fulcardo, per mantenersi, era stato costretto a lavorare la terra. Il papa perciò, nel concilio di Roma del maggio precedente, aveva proposto che, alla morte di Fulcardo, la sede albese fosse unita a quella di Asti; questa proposta fu accettata dai vescovi presenti e anche dall'imperatore. Il papa chiede a Valperto e ai suoi vescovi suffraganei di approvare la medesima decisione.
Ottone I, nella sua missiva, ripete le stesse informazioni, ordinando a Valperto di radunare un concilio provinciale, al quale sarà presente Liutprando come suo rappresentante.
Durante la discussione, fu fatto presente che l'accorpamento di due diocesi non era un fatto nuovo nella storia della Chiesa, poiché già papa Gregorio I aveva unito la diocesi di Cuma con quella di Miseno, e la diocesi di Minturno con quella di Formia.
Valperto perciò decretò che la diocesi di Alba, spopolata dalle incursioni dei Saraceni di Frassineto, fosse unita alla vicina diocesi di Asti dopo la morte del suo vescovo Fulcardo, così come era indicato nelle lettere del papa e dell'imperatore. Tutti i presenti approvarono e sottoscrissero la decisione del metropolita.

## Partecipanti
Gli atti sinodali furono sottoscritti da 42 persone, ossia i vescovi presenti, i rappresentanti dei vescovi assenti, l'abate Ramberto di Lucedio, l'arciprete Garibaldo e l'arcidiacono Geruino, diversi preti, diaconi e suddiaconi della Chiesa ambrosiana, e i notai che presenziarono alla stesura dell'atto.
Di seguito l'elenco dei vescovi presenti o rappresentati (*), secondo l'ordine delle firme apposte agli atti:
- Valperto di Milano[13]
- Aldegrauso di Lodi
- Antonio di Brescia
- Liutprando di Cremona
- Aupaldo di Novara
- Liutfredo di Aosta
- Giovanni di Tortona
- Gotofredo di Acqui
- Warmondo di Ivrea
- Amalrico di Torino (*)
- Teodolfo di Genova (*)

Nella lista dei presenti al sinodo, che si trova all'inizio degli atti sinodali, è menzionato anche l'arcidiacono Andrea, in rappresentanza del vescovo di Vercelli Ingone, ma la sua firma è assente nelle sottoscrizioni finali.

## Eventi successivi
A Lucca, il 9 novembre 969, Ottone I rilasciò un diploma nel quale, considerate le decisioni prese a Milano, confermò che, alla morte del vescovo di Alba, la sua diocesi doveva essere unita a quella di Asti.
Questa conferma fu ribadita da Ottone II, con diploma del 26 settembre 982, e da papa Benedetto VII, con bolla del 19 ottobre 982. In questi ultimi documenti, il vescovo Fulcardo di Alba era indicato ancora vivente.
Dopo la morte del vescovo di Alba, Rozone di Asti fece valere i suoi diritti, stabiliti dai documenti precedenti, e a Pavia, il 18 luglio 985, alla presenza dell'imperatrice Adelaide e del vescovo milanese Landolfo II, ottenne un placito, che stabiliva il passaggio della Chiesa di Alba a quella di Asti.
A sostegno delle sue rivendicazioni, Rozone presentò quattro documenti, che furono trascritti nel placito: gli atti del concilio provinciale ambrosiano, i diplomi di Ottone I e Ottone II, e la bolla di Benedetto VII.